# 眼點狗母魚
眼點狗母魚，為輻鰭魚綱仙女魚目合齒魚亞目合齒魚科的其中一種，分布於西太平洋的印尼及切斯特菲爾德群島海域，棲息深度44-96公尺，體長可達18.3公分，為底棲性魚類，屬肉食性，生活習性不明。